# Connecticut Croatia
Hrvatski nacionalni nogometni klub "Croatia" Connecticut je hrvatski nogometni klub iz Connecticuta, SAD, osnovan 2011. godine. Član je Hrvatskog nacionalnog nogometnog saveza Kanade i SAD.
Klub je 2013. bio prvak amaterske Connecticut Soccer League. 

## Vanjske poveznice
- Connecticut soccer league  Arhivirana inačica izvorne stranice od 13. kolovoza 2015. (Wayback Machine) (engl.)